# Голод, Богатство и Мораль
"Голод, богатство и мораль" (англ. Famine, Affluence, and Morality) — эссе философа Питера Сингера, написанное им в 1971 и изданное в академическом журнале Philosophy & Public Affairs в 1972 году. Эссе в доступной манере излагает и аргументирует тезис о том, почему обеспеченные люди с моральной точки зрения обязаны тратить гораздо больше ресурсов на благотворительность, чем это принято в западной и европейской культурах.

## Содержание
Сингер последовательно излагает свои рассуждения: если мы способны улучшить уровень жизни другого человека за счёт какого-нибудь действия, которое не ухудшит в той же мере чей-либо уровень жизни, то мы морально обязаны его совершить. Для демонстрации аморальности бездействия Сингер приводит ситуацию, когда человек видит в неглубоком пруду тонущего ребёнка и способен его спасти — не сделать этого, очевидно, будет являться аморальным.
Согласно Сингеру, географическая удалённость человека, нуждающегося в помощи, от человека, способного ему помочь, не играет никакой роли. Кроме того, с течением прогресса появляется больше возможностей для влияния на жизни людей на большой дистанции, что также делает доступней и процесс пожертвований.
Также, вновь проводя аналогию с тонущим ребёнком, Сингер обосновывает, почему с моральной стороны не имеет значения, является ли способный помочь человек единственным, кто может это сделать, или же помочь способны и многие другие:

Стоит ли считать, что я менее обязан вытаскивать тонущего ребенка из пруда, если, оглядываясь вокруг, я вижу других людей (не дальше меня), которые тоже заметили ребенка, но ничего не делают?
Оригинальный текст (англ.)Should I consider that I am less obliged to pull the drowning child out of the pond if on looking around I see other people, no further away than I am, who have also noticed the child but are doing nothing?

Основные тезисы эссе:
1. "Страдания и смерти от недостатка пищи, нехватки жилья и медицинской помощи — это нечто плохое."[8][4]
2. "Если в нашей власти предотвратить нечто плохое, не жертвуя при этом чем-то настолько же морально значимым, то с точки зрения нравственности мы обязаны так поступить."[8][4]
3. "С нравственной точки зрения неважно, помогаю ли я ребенку соседа, который находится в нескольких метрах от меня, или бенгальцу, чьего имени я никогда не узнаю и который находится в тысячах километрах отсюда."[8][4]
4. "Этот принцип не проводит различия между теми случаями, когда я являюсь единственным человеком, способным что-то сделать, и случаями, когда сделать что-то кроме меня могут еще миллионы людей."[9][10]

Таким образом, Сингер выводит, что если человек может использовать своё материальное состояние для уменьшения страданий и бедствий в мире — например, для помощи голодающим — не производя при этом равнозначных или больших страданий, то будет аморальным не делать этого.
Хотя Сингер и является сторонником утилитаризма, его эссе не опирается на идеи утилитаризма в качестве предпосылки. Это позволяет принять его тезисы и не сторонникам утилитаризма (и даже не-консеквенциалистам).
В качестве конкретных примеров в эссе рассматриваются идущая на момент его написания война за независимость Бангладеш, траты государств на помощь беженцам из Пакистана, а также понятие "благотворительности" в развитых странах.

## Восприятие и критика
Эссе в значительной мере повлияло на создание и формирование движения Эффективного альтруизма, а также лично на его организатора, философа Вильяма МакЭскилла.
Философ Гильберт Харман признал "Голод, Богатство и Мораль" одной из самых известных статей в сфере этики. Философ Джеймс Рейчелс в 1981 году писал об эссе следующее: "чувствуется интеллектуальный интерес к приведённой аргументации, а также ощущение вины за то, что не отправил больше денег на борьбу с голодом".
Эссе вдохновило и стало основой для книги Жизнь на высоте и позволение умереть писателя Питера Унгера. Аналогия "тонущего ребёнка" отразилась и в названии книги 2015 года Тонущие незнакомцы Ларисы Макфаркуар, в которой описаны истории людей, посвятивших свою жизнь добродетели. Взгляды и образ жизни некоторых из них также были вдохновлены данным эссе.
В самом эссе рассматривается и опровергается ряд возможных контраргументов к утверждаемым в нём тезисам. Тем не менее, критика эссе со стороны философов обычно опирается на т.н. возражение к требовательности, относящее выдвигаемые Сингером моральные требования к числу сверхдолжных. Таким образом, разграничивается мораль "в обыденном понимании" и "жертвенная" мораль.